# Good (альбом Morphine)
Good — перший альбом, записаний гуртом Morphine. Спочатку він вийшов 1992 року на лейблі Accurate, а 1993 року сталося перевидання альбому лейблом Rykodisc.

## Список композицій
1. «Good» — 2:36

2. «The Saddest Song» — 2:50

3. «Claire» — 3:07

4. «Have A Lucky Day» — 3:24

5. «You Speak My Language» — 3:25

6. «You Look Like Rain» — 3:42

7. «Do Not Go Quietly Unto Your Grave» — 3:21

8. «Lisa» — 0:43

9. «The Only One» — 2:42

10. «Test-Tube Baby/Shoot'm Down» — 3:11

11. «The Other Side» — 3:50

12. «I Know You (Part I)» — 2:17

13. «I Know You (Part II)» — 2:45

## Музиканти
- Марк Сендман — слайд-гітара, вокал, орган, гітара, тритар
- Дана Колі — саксофон, трикутник
- Жером Дюпрі — ударні
- Біллі Конвей — ударні (композиції 5 і 6)